# Pantà de Gorki

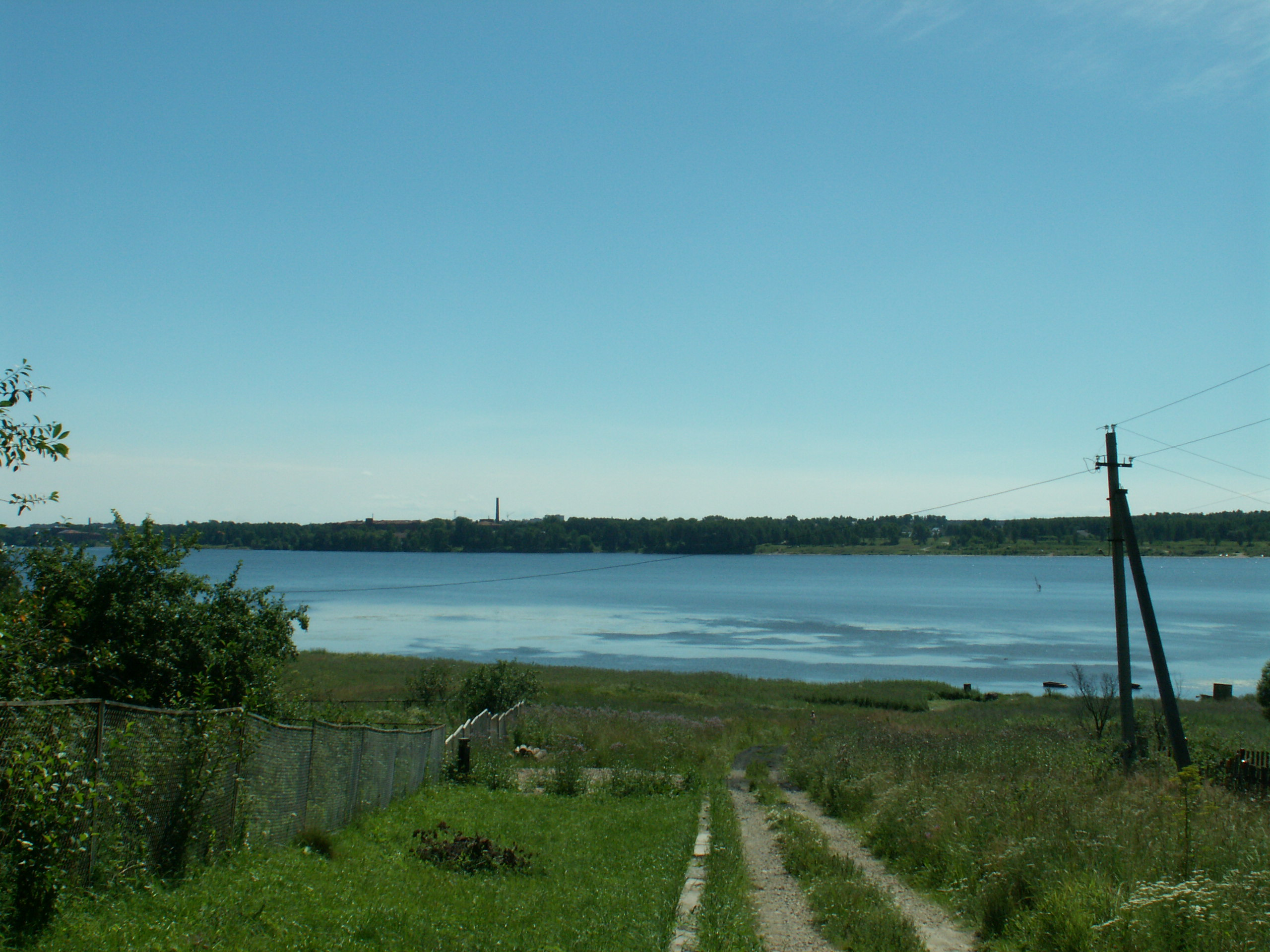
El pantà a Pórozovo.

El pantà de Gorki (en rus Горьковское водохранилище, Gorkóvskoie vodokhranilisxe) és un llac artificial que es troba en el curs mitjà del Volga, a Rússia.

## Geografia i història
Està format per una presa i per la central hidroelèctrica de Gorki, construïda el 1955 entre les ciutats de Gorodets i Zavóljie. S'estén sobre 430 km des de la presa de Ríbinsk fins a la presa de Gorodets, a través de les províncies de Iaroslavl, de Kostromà, de Nijni Nóvgorod i d'Ivànovo. L'embassament és relativament estret i segueix el llit natural del Volga en la seva part superior, mentre que per sota de Iúrievets té una amplada de 16 km.
El pantà va tenir el nom de la ciutat de Nijni Nóvgorod (Gorki) entre 1932 i 1990, a 50 km per sota de l'embassament. I sobre la riba dreta del riu va construir-se una altra ciutat industrial, Zavóljie.